# DSQ
DSQ (методология) (англ. Dental Satisfaction Questionnaire) разработана исследовательским центром RAND для изучения мнений пациентов о стоматологической помощи и основана на измерении удовлетворенности пациентов по таким направлениям, как доступность/удобство, стоимость, управление болью (англ. рain мanagement) и качество. DSQ предусматривает использование ответов по 5-уровневой шкале Лайкерта от "полностью согласен "до "решительно не согласен" и формирование интегрального индекса удовлетворенности.
Благодаря тому, что DSQ обеспечивает статистически значимые результаты вне зависимости от национальных и региональных признаков, DSQ может использоваться для выявления факторов риска, влияющих на удовлетворенность пациентов качеством и доступностью стоматологических услуг.

## Применение
- В управлении здравоохранением. Использование оценок качества и доступности стоматологической помощи, полученных с использованием DSQ, позволяет осуществить сопоставимый анализ как по медицинским округам, так и по стоматологическим организациям.[4]
- DSQ используется в пациент-ориентированном управлении клиникой. В рамках Системы аудита лояльности пациентов сопоставляются результаты оценки удовлетворенности пациентов полученными стоматологическими услугами с достигнутым результатом - индексом лояльности NPS пациентов стоматологической организации.[5]